# 岳阳廖家坡逼童为娼案
岳阳廖家坡逼童为娼案是2001年发生于湖南岳阳火车站附近廖家坡的拐卖儿童、强迫卖淫案。案发地是为旅社聚集区，卖淫业繁盛。卖淫业者控制、强迫幼女卖淫亦为常见。当地无业游民组成“治保组”，向旅社和性工作者收取“保护费”，并公开对抗公安机关的行动。治保组成员曹小红涉及本案。当地四百余家旅店中，一百五十多名老板（鸨头）涉及本案。事件令社会关注兒童在中国大陆性暴力问题的处境。

## 案情
2001年5月15日，华容县的12岁女童段某因故离家出走至岳阳市，寻找舅舅未果。16日凌晨1时许，段某在岳阳火车站遇见邓光平。邓光平将段某带至旅社住下，闲谈得知她的姓名、年龄、就读学校等基本情况。邓光平将段某以500元的价格卖给在火车站附近廖家坡菜场三楼经营旅社的谭龙芳、刘利平夫妇。当日，谭龙芳让段某抄写“卖身契”，并迫按下手印。根据相关描述，谭氏夫妇在廖家坡菜场三楼的旅社实是三房一厅户型民居的一部分。另一位女老鸨包季香（音）亦在同一居室中开设旅社，控制13岁女孩子范丽娜卖淫。
首次，是由刘志君介绍，谭龙芳的妹妹谭立英和刘利平寻找到嫖客陈星慧（案发后已死亡）强奸段某。其后，谭氏夫妇采取白天跟踪，晚上限制人身自由的方式强迫段某卖淫。日常由妻子刘利平进行监视、押送卖淫。在当年5月至8月间，刘利平、谭龙芳等人持续强迫段某卖淫。段某自己记录，共有七百余次。或说850次。8月14日晚，辖区土桥派出所在廖家坡25号门面4楼吴再的“旅店”，查扣段某和嫖客何宏章。当时，办案警员谭军面对身高不到1.4米、体重仅30多公斤的段某时，并未怀疑她的真实年龄，亦无查核其身份。在派出所留置一晚后，派出所做出罚款一千元的治安处罚，由廖家坡治保组成员曹小红担保、谭立英出面领走段某。
除谭氏夫妇、谭立英外，相关报道提及多次强迫段某卖淫的秦光华、包季香（音）、万（音）老板等人皆是廖家坡地区旅社老板。案发后，进入刑事程序的，则有李国强、周友明、龚岳生、陈利红四人。其间，谭氏夫妇多次采取特别残忍手段，与吴再（案发后在逃）合谋，要求个体医生殷慧对段某子宫进行扩宫后注入鸡血，冒充处女供人嫖宿，致使段某染上多种性病。

## 查处
段某离家三月后的8月24日，段某寻机打电话给自己的家人。家人追查到电话在廖家坡。当日，段父去廖家坡寻找女儿。25日，求助于辖区土桥派出所。段父确定到自己女儿的下落后。派出所指导员孟建和民警通过对当地“地头蛇”工作解救出段某。
事发后，案件并未立即进入刑事程序。段某同处的女孩范丽娜仍被包季香控制卖淫。8月28日，刘利平曾找人向段家在岳阳的亲戚探听消息，问“妹子父女是不是回了家？”段父要求谭氏夫妇归还女儿的书包和衣物，并提出与刘利平会面，要给一个说法。谭氏夫妇则派出四人，羞辱段氏父女，说“你最不应该叫派出所的人出面”。
8月29日，派出所指导员孟建和段氏父女回谭氏夫妇旅社取回书包衣物。民警抓捕刘利平时，与段父一起被二十多人围殴。刘利平、谭龙芳等涉案人潜逃。之后，案件沉寂数月。段父要求岳阳市公安局将案件转交廖家坡的非管辖地派出所——站前派出所办理。10月29日，段父要求严惩犯罪分子的信件转交给湖南省公安厅厅长周本顺。
周本顺批示岳阳市公安局局长刘国球，调查廖家坡的情况，如属实，进行重点整治，对该地案部门要求“查清问题，严肃处理，查处情况要尽快上报”。11月12日，刘国球指示“组织专人迅速查清严肃处理”。在岳阳市公安局组织下，岳阳楼公安分局、白石岭公安分局组成专案组。12月15日，警方专案组获悉刘利平、谭龙芳夫妇行踪。12月19日，警方在益阳市南县将二人捉拿归案，并抓获另外两名犯罪嫌疑人。

## 审判
2002年，岳阳市司法机关鉴于案情重大复杂，涉案人员众多，加重大犯罪嫌疑人尚未归案，对该案进行分批起诉、分批审理。4月2日，岳阳市人民检察院对首批10名犯罪嫌疑人提起公诉。谭立英另案处理。4月15日，湖南省岳阳市中级人民法院开庭审理此案。因受害人系未成年人，且事涉隐私，进行不公开审理。
4月19日，岳阳市中级法院作出一审判决，法院认为邓光平拐骗、贩卖年仅12岁的幼女；刘利平、谭龙芳为牟取非法利益，多次强迫幼女卖淫，手段卑劣，造成严重后果。邓光平、刘利平等10人当庭对自己的主要犯罪事实供认不讳。
经法院审判委员会讨论决定，依照《刑法》第240条、第241条等的规定，依法从严判决。判决如下：被告人邓光平犯拐卖儿童罪，判处死刑，剥夺政治权利终身，并处没收个人全部财产；被告人刘利平犯强迫卖淫罪，判处死刑；犯容留、介绍卖淫罪，判处有期徒刑15年；犯收买被拐卖的儿童罪，判处有期徒刑3年；决定执行死刑，剥夺政治权利终身，并处没收个人全部财产；被告人谭龙芳犯强迫卖淫罪，判处无期徒刑，犯容留、介绍妇女卖淫罪，判处有期徒刑13年，犯收买被拐卖的儿童罪，判处有期徒刑3年，决定执行无期徒刑，剥夺政治权利终身，并处罚金40000元；被告人李国强、周友明、龚岳生、陈利红、何宏章、汪建平、刘志君分别犯容留介绍卖淫罪、嫖宿幼女罪，分别被判有期徒刑20年、13年、12年、12年、8年、8年、5年。邓光平等9名被告人赔偿段某医疗费等经济损失4.3万元。
邓光平、刘利平不服判决，提出上诉。湖南省高级人民法院二审判决维持一审的刑事部分判决，判令上述被告人共同赔偿段某经济损失6.2万元。
6月10日，岳阳市中级人民法院遵照湖南省高级人民法院下达的执行死刑命令，对主犯邓光平、刘利平执行死刑。

## 备注
1. ↑  2002年时，廖家坡所处行政区为岳阳楼区五里乡岳城村白石组[3][4]。
2. ↑  相关报道中，描述邓光平的身份，一是冰花生意业者[4]，二是无业游民[2]。